# Guschi Hargus
Auguste (Guschi) Hargus (Lübeck, 15 november 1909 – aldaar, 2 januari 1995) was een Duitse atlete, die in de jaren 1920 tot 1930 een succesvol speerwerpster was. Ze had drie jaar lang het wereldrecord in handen op deze discipline.
In 1930 behaalde ze met 40,99 m een tweede plaats bij de Vrouwen Wereldspelen in Praag.
Auguste Hargus was aangesloten bij LBV Phönix Lübeck waarvoor ze ook later hockey speelde. Tot 1939 maakte ze twaalfmaal onderdeel uit van het Duitse dameshockeyteam.

## Wereldrecords
| Oude speer (voor 1999) |            |         |
| 37,575                 | 12.06.1927 | Berlijn |
| 38,38 *                | 12.06.1927 | Berlijn |
| 38,39                  | 18.08.1928 | Berlijn |

* = Niet erkend door de IAAF.